# James McAvoy
James McAvoy Jr. (Glasgow, 21 de abril de 1979) é um ator escocês, mais conhecido por seus papéis em X-Men, como Professor Charles Xavier, e em Fragmentado, filme que elevou seu nível de atuação. A partir de 2003, McAvoy começou a construir seu currículo de filmes com Bollywood Queen. Esse filme foi seguido por The Chronicles of Narnia: The Lion, the Witch and the Wardrobe (2005), um sucesso comercial. Seu desempenho como Nicholas Garrigan em The Last King of Scotland (2006), deu a ele, não apenas elogios da crítica, mas também vários prêmios e indicações. Em 2007, o aclamado pela crítica Atonement, marcou o avanço na carreira de McAvoy. O filme lhe rendeu uma indicação ao Golden Globe Awards e sua segunda indicação para o BAFTA. Outro ponto importante na carreira do ator foi na protagonização do filme Wanted (2008). Atualmente, ele é reconhecido por interpretar o Professor X em X-Men: First Class (2011) e nas sequências X-Men: Days of Future Past (2014), X-Men: Apocalypse (2016) e X-Men: Dark Phoenix (2019).

## Biografia

### Início de vida e família
James McAvoy nasceu em Glasgow, Escócia, filho de Elizabeth Johnstone, uma enfermeira psiquiátrica, e James McAvoy Senior, um empreiteiro. Ele foi criado como um católico-romano. Seus pais se divorciaram quando ele tinha sete anos, época difícil para McAvoy. A mãe de McAvoy sofria de problemas de saúde e, posteriormente, decidiu que era melhor que ele fosse viver com seus avós maternos, Mary e o açougueiro James Johnstone, nas proximidades de Drumchapel, perto de Glasgow em um terraço de concílio. Sua mãe viveu com eles de forma intermitente. Até hoje, o ator visita regularmente seus avós. Ele tem uma irmã mais jovem e um meio-irmão chamado Donald. McAvoy não tem estado em contacto com o pai desde a infância. Segundo seu pai, McAvoy evitou qualquer contato com ele depois que ele foi morar com a sua nova amante. No entanto, o ator teve uma boa educação. Ele frequentou a escola secundária St. Thomas Aquinas em Jordanhill, Glasgow, uma escola católica, e brevemente considerado um sacerdócio católico. Em uma entrevista em 2006, o ator admitiu que parte da razão pela qual ele considerava ser sacerdote, era que ele queria usar isso como desculpa para viajar. Durante os estudos, ele trabalhou em uma padaria local.

### Vida profissional

#### Início de carreira
McAvoy começou a atuar quando tinha 15 anos de idade em The Near Room (1995). McAvoy mais tarde admitiu que ele não estava muito interessado em atuar para participar do filme, mas foi inspirado a estudar a arte depois de desenvolver sentimentos por sua co-estrela, Alana Brady. Ele continuou a atuar enquanto ainda era membro da PACE Youth Theatre. McAvoy eventualmente se formou na Royal Scottish Academy of Music and Drama em 2000. Durante o início dos anos 2000, McAvoy fez aparições em programas de televisão e começou a trabalhar em filmes. Em 2001, o ator atuou numa peça intitulada Out in the Open. Sua performance na peça como um gay traficante, impressionou tanto o cineasta Joe Wright que ele ofereceu a McAvoy cenas em seus filmes, mas sem sucesso, pois o ator ainda não tinha tal reconhecimento.
Ele atuou também em Privates on Parade no Donmar Warehouse, desta vez chamando a atenção de Sam Mendes. Durante o ano de 2001, o ator apareceu em Band of Brothers, uma minissérie sobre a Segunda Guerra Mundial dos produtores executivos Steven Spielberg e Tom Hanks. Foi mostrado na rede HBO. Ele ganhou a atenção dos críticos em 2002 no telefilme adaptado do livro White Teeth.

Durante 2003, McAvoy apareceu na minissérie da Sci Fi Channel, Frank Herbert's Children of Dune, adaptado do romance de Frank Herbert. É um dos programas de maior audiência já exibidos no canal. Mais trabalhos vieram logo depois que ele aceitou fazer o papel de um repórter em State of Play (2003). A série dramática britânica foi dividida em seis partes e foi bem recebida; conta a história da investigação de um jornal sobre a morte de uma mulher jovem, e foi transmitida na BBC One. Dizendo que o programa é "bom de se ver", o Chicago Tribune recomendou State of Play pela performance do elenco. Durante o ano de 2002, McAvoy participou do filme Bollywood Queen. Ele foi um convidado especial para apresentar o Sundance Film Festival de 2003 com abertura no Reino Unido em 17 de outubro. Em 2004, ele atuou num papel coadjuvante na comédia romântica Wimbledon, que apresenta Kirsten Dunst como atriz principal. Seu próximo projeto foi fornecendo sua voz ao personagem chamado Hal, na versão em inglês de Strings, um filme de fantasia mítica. Outro lançamento em 2004 foi Inside I'm Dancing, uma produção irlandesa dirigido por Damien O'Donnell. Nele, o ator foi escalado como o personagem principal: um vagabundo com distrofia muscular progressiva.

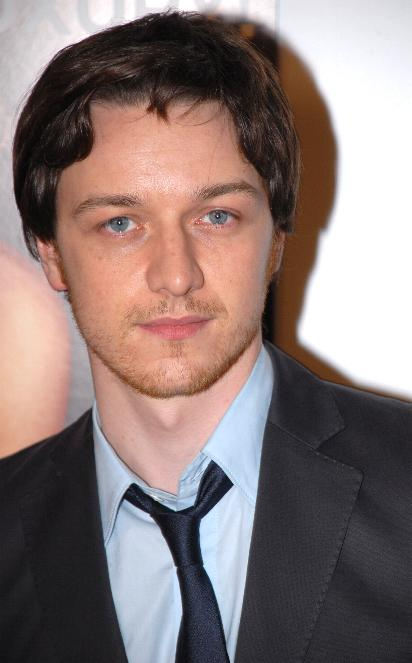
McAvoy no Festival Internacional de Cinema de Toronto, em 2010.

#### Sucesso com a crítica
McAvoy dedicou o ano de 2004 para aparecer nas duas primeiras temporadas de Shameless como Steve McBride, um virtuoso herói do programa vencedor do BAFTA, Channel 4, dando ao ator uma grande oportunidade em sua carreira. Seu sucesso público aconteceu em 2005 com o filme da Walt Disney Pictures, The Chronicles of Narnia: The Lion, the Witch and the Wardrobe. McAvoy interpretou no filme de aventura e fantasia criado por Andrew Adamson e baseado no livro infantil de C. S. Lewis, como o Mr. Tumnus, um fauno que faz amizade com Lucy Pevensie (interpretada por Georgie Henley) e se junta às forças de Aslan (Liam Neeson). Teve lançamento no Reino Unido em 9 de dezembro. Nas bilheterias do país, o filme estreou na posição de número um, ganhando em torno de £8,7 milhões em 498 cinemas no fim de semana. Mundialmente, Narnia arrecadou £463 milhões, se tornando o 41º filme de maior bilheteria mundial de todos os tempos. No ano seguinte, ele aceitou fazer o papel principal de Brian Jackson, um estudante universitário nerd que ganha um lugar para estudar na equipe de quiz da University Challenge, em meados da década de 1980, em Starter for 10. Foi dirigido por David Nicholls, que adaptou roteiro do filme a partir de seu próprio livro. A produção foi lançada no Reino Unido em 10 de novembro. Starter for 10 obteve uma classificação de 89%, agregado pelo revisor Rotten Tomatoes, baseado em 75 críticas especializadas. Apesar do efeito positivo, o filme fracassou nas bilheterias, incapazes de recuperar seus custos de produção de £5,7 milhões.
Forrest Whitaker havia sugerido McAvoy para o diretor Kevin Macdonald, para fazer o papel de Nicholas Garrigan em 2006, no filme que recebeu um Óscar da Academia, The Last King of Scotland. McAvoy retratou um médico escocês que se torna o médico pessoal do ditador Idi Amin (interpretado por Whitaker) enquanto estava em Uganda. Embora o filme seja baseado em fatos que realmente aconteceram no governo de Amin, a história é considerada ficcional e adaptada no livro de 1988 que leva o mesmo nome de, de Giles Foden. Ele avaliou seu caráter de ser como um "traidor completamente egoísta". McAvoy estava oprimido, e desmaiou durante a sua primeira tomada, da qual seria a cena mais difícil para ele interpretar, a tortura de Nicolas. McAvoy foi indicado para Melhor Ator do ano pela própria BAFTA Awards da Escócia, onde o filme conseguiu o maior número de indicações, e recebeu uma indicação para o BAFTA Award de Melhor Ator Coadjuvante. O filme em si, saiu com três vitórias, incluindo o de Filme Britânico do Ano. O filme foi acompanhado por elogios pelo desempenho de McAvoy.
Depois disso, ele interpretou o advogado irlandês Tom Lefroy e se interessa por Jane Austen em Becoming Jane, um filme histórico de 2007 inspirado no início da vida da autora. Em seguida seu trabalho foi Penelope, que estreou no Toronto International Film Festival de 2006. Apresenta Reese Witherspoon como co-produtora, e gerou opiniões diversificadas. O primeiro papel de destaque na carreira de McAvoy veio em Atonement, adaptação de 2007 criada por Joe Wright, inspirada no livro de mesmo nome, de Ian McEwan. O filme de guerra romântica, que incide sobre a vida dos amantes Cecilia e Robbie (Keira Knightley e McAvoy) sendo dilacerada após sua irmã mais nova, ciumenta (Saoirse Ronan), o acusa falsamente de um crime. Ao ler o roteiro, McAvoy considerou que "se eu não fizer a parte que eu estou lendo o livro, vai ser devastador. É um papel incrível e eu realmente adorei". McAvoy chamou o filme de "incrivelmente triste", mas que considera ser uma experiência edificante. Ele também declarou que esperava que os telespectadores fossem ficar "absolutamente devastados e horrorizados". Atonement estreou no Toronto International Film Festival de 2007, onde foi um dos mais aclamados filmes apresentados, e no Venice Film Festival. Atonement foi um grande contendor de prêmios; foi indicado para catorze BAFTAs e sete Óscars da Academia. McAvoy e Knightley, foram ambos, indicados por suas performances no 65º Golden Globe Awards. Além disso, o filme foi aclamado positivamente pela crítica, com o Metacritic dando uma taxa de aprovação de 85%, baseado em 36 críticas especializadas. O escritor Ray Bennett do The Hollywood Reporter disse que o casal deu "performances convincentes e carismáticas".

#### Wantede depois
Um dos maiores destaques na carreira de McAvoy foi protagonizar, ao lado de Angelina Jolie e Morgan Freeman, o filme Wanted (2008), um filme de ação aonde ele interpretava o personagem Wesley Gibson, um preguiçoso jovem norte-americano que descobre que é herdeiro de um legado de assassinos. Quando McAvoy estava fazendo o teste para o papel, ele foi inicialmente rejeitado porque o estúdio estava procurando um galã convencional de Hollywood. Ele recordou mais tarde que estava sendo considerado o "nanico da ninhada" daqueles que estavam sendo testados, mas finalmente conseguiu o papel no final de 2006 uma vez que o estúdio "queria alguém diferente". Enquanto ele filmava cenas de ação para Wanted, ele sofreu várias lesões, incluindo um tornozelo torcido e uma lesão no joelho. No entanto, o ator disse que estava passando por um "bom momento" fazendo o filme. McAvoy nunca tinha feito este tipo de gênero antes e usou Wanted como uma chance de ser mais versátil. Vagamente baseado na minissérie em quadrinhos do mesmo nome de Mark Millar, o filme teve um lançamento mundial em junho de 2008. Recebeu opiniões favoráveis dos críticos, que geralmente estava acostumado a ver o ator em personagens diferentes. Em questão de bilheteria, Wanted foi um sucesso, arrecadando £207 milhões contra um orçamento de produção de £45 milhões. Seu próximo trabalho foi The Last Station (2009), um filme biográfico que detalha os últimos meses do célebre escritor Leo Tolstoy, que apresenta no filme também a esposa de McAvoy. Foi mostrado em uma quantidade limitada nos cinemas dos EUA. Embora a maioria das críticas e atenção tenham ido para os protagonistas Helen Mirren e Christopher Plummer, McAvoy recebeu uma indicação no Satellite Awards na categoria Melhor Ator Coadjuvante.

Também apareceu no teatro em 2009 no Teatro Apollo, na peça Three Days of Rain. Ele aceitou fornecer sua voz ao personagem masculino principal em Gnomeo & Juliet (2011), um filme animado baseado na história de William Shakespeare, Romeu e Julieta. No drama histórico de Robert Redford, The Conspirator (2011), McAvoy interpretou o papel de um herói de guerra idealista que relutantemente defende um co-conspirador do assassinato de Abraham Lincoln. O filme estreou no Toronto International Film Festival de 2010. Embora o filme tenha ganhado opiniões diversificadas, os críticos elogiaram o ator por seu trabalho. Na opinião de Owen Gleiberman para The Conspirator, ele achou uma "articulação densa" e tediosa, mas considerou McAvoy "uma presença importante". Em meados de 2010, McAvoy foi escalado para o papel do super-herói telepático Professor X, líder e fundador do X-Men, em X-Men: First Class. Se juntou a um time de elenco que contava com Michael Fassbender, Jennifer Lawrence e Kevin Bacon. Baseado na Marvel Comics, e uma prequela da série de filmes, se concentra principalmente durante a crise dos mísseis de Cuba, e foca também na relação do Professor X e o Magneto, mostrando a origem do grupo. McAvoy admitiu que não estava familiarizado com os quadrinhos quando criança, mas disse ser um fã dos desenhos animados desde os 10 anos de idade. Lançado no Reino Unido em 1 de junho, First Class liderou a bilheteria vendendo cerca de £5 milhões de ingressos durante sua semana de estreia. First Class também recebeu críticas favoráveis. James McAvoy visitou o Brasil em Maio de 2014, onde participou do X-Men X-Perience para promover o segundo filme da franquia, X-Men - Dias de Um Futuro Esquecido. Durante sua aparição no tapete vermelho, o ator afirmou ao canal de entrevistas Miss Backstage que gostaria de ter o poder mutante de deixar todos à sua volta excitados.

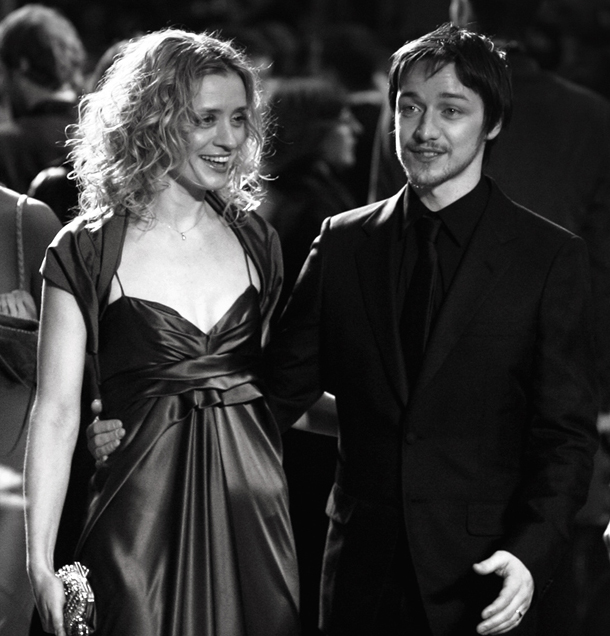
Duff e McAvoy em fevereiro de 2007.

### Vida pessoal
McAvoy namorou anteriormente a atriz escocesa Emma Nielsen (nome artístico de Emma King) por seis anos até o ano de 2003. Enquanto trabalhava em Shameless, McAvoy começou um relacionamento com o par amoroso de seu personagem, Anne-Marie Duff, que é nove anos mais velha. Quando eles começaram a namorar, McAvoy e Duff mutuamente concordaram em não falar à imprensa sobre sua relação. Quando tinha 27 anos de idade, ele se casou com Duff, na época com 36, em 18 de outubro de 2006, em uma cerimônia pequena. Quando questionado por Ryan Seacrest, durante seu programa de rádio, se ele gostaria de ter esperado mais tempo para se casar, para que ele pudesse explorar sua fama melhor, McAvoy respondeu que ele tinha se casado com a mulher dos seus sonhos. "O mundo começou a parecer menos assustador... E eu comecei a gostar de mim um pouco mais", e McAvoy acrescentou ainda dizendo que estava apaixonado. Porém após nove anos de casamento eles se separaram no ano de 2016, fazendo uma declaração dizendo "É com tremenda tristeza que nós chegamos a decisão do divórcio. Nós entramos nessa nova fase com amizade, amor e respeito para um com o outro e o foco mútuo de cuidar do nosso filho. Nós pedimos que respeitassem a nossa, e mais importante, a privacidade do nosso filho durante esse período." 
Eles têm um filho juntos, chamado Brendan, nascido em 2010. Durante entrevistas, o ator optou por não falar sobre seu filho, e ainda não anunciou a data de nascimento do mesmo, embora ele brinque, afirmando que o seu filho não o deixa dormir à noite. Ele havia desistido de fazer a comédia dramática 50/50 no início de 2010, pouco antes de começar as filmagens, supostamente com medo de perder o nascimento de seu filho. Apesar de sua riqueza, McAvoy leva o que ele considera chamar de uma vida modesta. Antes de se casar com Duff, ele comprou um segundo apartamento no Norte de Londres durante o ano de 2006 por um preço de £178.000. Além disso, ele e sua mulher dirigem um Nissan Micra, que custa menos do que £1.000. O casal desfruta de um relacionamento intenso e raramente saem de seu apartamento, escolhendo em vez disso, ler ou fazer um jogo de sudoku juntos. Este estilo de vida, o ator disse que é "mundano, e que o adora dessa maneira".
Depois de McAvoy ganhar um prêmios dos BAFTAs, seu pai, distante, conversou com o Sunday Mirror, afirmando que ele gostaria de entrar em contato com seu filho, mas não sabia como chegar até ele. Embora o ator não tenha visto a entrevista, ele ouviu falar sobre o assunto e não se importou. O ator gosta de temas de fantasia, uma paixão da qual ele diz começou com 11 anos de idade, com o livro The Lord of the Rings. Seu grande interesse fora da atuação e da ficção científica, é o seu amor pelo futebol; ele é um grande fã do Celtic Football Club, afirmando que seu sonho quando criança era ser jogador do Celtic, e que seu ídolo era Jimmy Johnstone. McAvoy se considera um pessoa espiritual que não pratica o catolicismo. Conversando com a Sky News, McAvoy disse que acreditava que menosprezar os cineastas britânicos e emburrecer as suas produções para agradar o público estadunidense, não era uma coisa boa. "É como se estivéssemos que tratar com condescendência e escasso, mudando nós mesmos", o ator comentou. Ele também acha filmes em 3D um "desperdício de dinheiro", acusando os estúdios de cinema de usar o efeito para obter mais dinheiro do público.

### Caridade
Em um ponto, McAvoy fez um salto de base "aterrorizante" do edifício de hospital mais alto do mundo em uma tentativa de ajudar a arrecadar dinheiro para a Uganda, para crianças carentes do Retrak, uma organização que atende crianças de ruas à encontrarem suas famílias. No Live with Regis and Kelly, ele disse que participou do salto, como forma de elevar o perfil do trabalho da instituição de caridade. Além disso, McAvoy é uma celebridade defensora da British Red Cross, com quem viajou para Uganda para sensibilizar os projetos por lá. Ele tinha se envolvido com a caridade após as filmagens de The Last King of Scotland durante vários meses, e ficou chocado com o que viu no país sem litoral.
Em fevereiro de 2007, ele visitou o norte de Uganda e passou quatro dias vendo projetos apoiados pela British Red Cross. O ator viajou para acampamentos em favor de pessoas com problemas psicológicos, que foram expulsos de suas casas. Lá, McAvoy viu os trabalhos de salvamento sendo realizados por funcionários e voluntários. "É incrível pensar que algumas das pessoas que conheci foram nesses acampamentos por cinco, dez, às vezes quinze anos. As condições nos acampamentos eram terríveis e é horrível pensar que isso vem acontecendo há muito tempo, e que tão poucas pessoas realmente sabem sobre tal coisa. O Red Cross está fornecendo suporte essencial para aqueles nos acampamentos e também para aqueles que estão começando a voltar para casa".

## Filmografia

### Cinema
| Ano  | Título                                                         | Personagem                      | Notas |
| ---- | -------------------------------------------------------------- | ------------------------------- | --- |
| 1995 | The Near Room                                                  | Kevin                           | |
| 1997 | Regeneration                                                   | Anthony Balfour                 | |
| 1997 | The Bill                                                       | Gavin Donald                    | Série de TV (um episódio, "Rent") |
| 2000 | Lorna Doone                                                    | Sargento Bloxham                | Filme TV |
| 2001 | Band of Brothers                                               | Cabo James W. Miller            | Minisérie de TV (um episódio, "Replacements") |
| 2001 | Swimming Pool                                                  | Mike                            | Também conhecido como The Pool |
| 2001 | Murder in Mind                                                 | Martin Vosper                   | Série de TV (um episódio, "Teacher") |
| 2002 | White Teeth                                                    | Josh                            | Filme de TV |
| 2002 | The Inspector Lynley Mysteries                                 | Gowan Ross                      | Série de TV (um episódio, "Payment in Blood") |
| 2002 | Foyle's War                                                    | Ray Pritchard                   | Série de TV (um episódio, "The German Woman") |
| 2003 | Frank Herbert's Children of Dune                               | Leto Atreides II                | Minisérie de TV |
| 2003 | Bright Young Things                                            | The Earl of Balcairn            | |
| 2003 | Early Doors                                                    | Liam                            | Série de TV (seis episódios, somente temporada 1) |
| 2003 | State of Play                                                  | Dan Foster                      | Folhetim televisivo (seis episódios) |
| 2003 | Bollywood Queen                                                | Jay                             | |
| 2004 | Wimbledon                                                      | Carl Colt                       | |
| 2004 | Strings                                                        | Hal Tara (voz)                  | Versão inglesa |
| 2004 | Inside I'm Dancing                                             | Rory O'Shea                     | Também conhecido como Rory O'Shea Was Here Melhor Ator no London Film Critics Circle |
| 2004 | Shameless                                                      | Steve McBride                   | Série de TV (treze episódios, temporadas 1 e 2) British Comedy Awards para Melhor Comediante Novato de TV |
| 2005 | The Chronicles of Narnia: The Lion, the Witch and the Wardrobe | Sr. Tumnus                      | Melhor Ator Coadjuvante Britânico no London Film Critics Circle Awards |
| 2005 | ShakespeaRe-Told                                               | Joe Macbeth                     | Série de TV (um episódio, "Macbeth") |
| 2006 | The Last King of Scotland                                      | Dr. Nicholas Garrigan           | Melhor Ator no BAFTA Scotland Award Estrela em Ascensão no BAFTA Award Melhor Ator Coadjuvante no BAFTA Award Melhor Ator no British Independent Film Awards Melhor Ator no European Film Awards Melhor Ator no London Film Critics Circle |
| 2006 | Starter for 10                                                 | Brian Jackson                   | |
| 2007 | Becoming Jane                                                  | Thomas "Tom" Lefroy             | |
| 2007 | Penelope                                                       | Johnny Martin/Max               | Estreado em 2006 no Toronto International Film Festival, lançado em territórios estrangeiros em 2007. |
| 2007 | Atonement                                                      | Robbie Turner                   | Melhor Ator no Empire Awards Ator Britânico do Ano no London Film Critics Circle Melhor Ator no BAFTA Award Melhor Ator no European Film Award Melhor Ator Dramático no Golden Globe Award Melhor Ator Internacional no Irish Film Award   |
| 2008 | Wanted                                                         | Wesley Gibson                   | Melhor Beijo no MTV Movie Award (com Angelina Jolie) |
| 2009 | The Last Station                                               | Valentin Bulgakov               | Melhor Ator Coadjuvante no Satellite Awards |
| 2011 | Gnomeo and Juliet                                              | Gnomeo (voz)                    | Filme animado |
| 2011 | The Conspirator                                                | Frederick Aiken                 | |
| 2011 | X-Men: Primeira Classe                                         | Charles Xavier / Professor X    | Melhor Elenco no IGN Award Melhor Ator de Fantasia no Scream Awards Melhor Super-herói no Scream Awards Melhor Figurino no Scream Awards Super-herói Favorito no People's Choice Award Melhor Elenco no People's Choice Award              |
| 2011 | Arthur Christmas                                               | Arthur (voz)                    | Filme animado em 3D |
| 2013 | Welcome to the Punch                                           | Max Lewinsky                    | Melhor Ator Britânico do Ano no London Film Critics' Circle |
| 2013 | Trance                                                         | Simon                           | Melhor Ator Britânico do Ano no London Film Critics' Circle |
| 2013 | Filth                                                          | Bruce Robertson                 | Melhor Ator Britânico do Ano no London Film Critics' Circle Melhor Ator no British Independent Film Award Melhor Ator no Empire Award |
| 2014 | Muppets Most Wanted                                            | entregador                      | Cameo |
| 2014 | X-Men: Dias de Um Futuro Esquecido                             | Charles Xavier / Professor X    | Papel compartilhado com Patrick Stewart |
| 2014 | The Disappearance of Eleanor Rigby                             | Conor Ludlow                    | |
| 2015 | Frankenstein                                                   | Victor Frankenstein             | |
| 2016 | X-Men: Apocalipse                                              | Charles Xavier / Professor X    | |
| 2016 | Fragmentado                                                    | Kevin Wendell Crumb / The Horde | |
| 2017 | Atomic Blonde                                                  | David Percival                  | |
| 2017 | Submergence                                                    | James Moore                     | |
| 2018 | Deadpool 2                                                     | Charles Xavier / Professor X    | Cameo |
| 2019 | Glass                                                          | Kevin Wendell Crumb / The Horde | |
| 2019 | X-Men: Fênix Negra                                             | Charles Xavier / Professor X    | |
| 2019 | It - Capítulo Dois                                             | Bill Denbrough                  | |
| 2019 | His Dark Materials                                             | Lord Asriel                     | |